# Vérteskethely, Komárom-Esztergom
Vérteskethely  este un sat în districtul Kisbér, județul Komárom-Esztergom, Ungaria, având o populație de 588 de locuitori (2011). 

## Demografie
Componența etnică a satului Vérteskethely
     Maghiari (98,98%)
     Romi (1,02%)
Componența confesională a satului Vérteskethely
     Romano-catolici (30,78%)
     Reformați (18,71%)
     Fără religie (12,93%)
     Luterani (8,16%)
     Necunoscută (28,4%)
     Alte religii (2,21%)
Conform recensământului din 2011, satul Vérteskethely avea 588 de locuitori. Din punct de vedere etnic, majoritatea locuitorilor (98,98%) erau maghiari, cu o minoritate de romi (1,02%). Nu există o religie majoritară, locuitorii fiind romano-catolici (30,78%), reformați (18,71%), persoane fără religie (12,93%) și luterani (8,16%). Pentru 28,4% din locuitori nu este cunoscută apartenența confesională.